# Alfons III Wielki
Alfons III Wielki (ur. 848, zm. 20 grudnia 910) – król Asturii w latach 866 – 910. 

## Życiorys
Urodził się w 848 roku. Był najstarszym dzieckiem króla Asturii Ordoño I oraz Mumadomny, prawdopodobnie szlachcianki kastylijskiej.
W czasie swego panowania prowadził wiele wypraw wojennych, dzięki którym przesunął granicę chrześcijańskiej Hiszpanii do Coimbry. Założył miasto Burgos. Nieporozumienia z synami skłoniły go do abdykacji i podzielenia królestwa pomiędzy synów. Garcia otrzymał Leon, Ordoño Galicję a Fruela Asturię wraz z Oviedo.
Zmarł z Zamorze 20 grudnia 910. Został pochowany w klasztorze świętych Kosmy i Damiana w Astordze, następnie jego szczątki przeniesiono do klasztoru Santa María w Oviedo.

## Rodzina
W 869 roku Alfons poślubił Jimenę, córkę króla Pampeluny Garcíi Íñigueza. Para miała następujące dzieci:
- García I – ur. około 870; król Leónu w latach 909-914
- Ordoño II – ur. około 872; król Leónu w latach 914-924 i Galicji w latach 910-924
- Gonzalo – ur. około 874 i zm. przed 17 sierpnia 920
- Fruela II – ur. około 876; król Leónu w latach 924-925 i Asturii w latach 910-925